# Edith Beleites
Edith Beleites (Pseudonym: Patrick Reichenberg, * 10. Juni 1953 in Bremen) ist eine deutsche Schriftstellerin und Übersetzerin.

## Leben
Edith Beleites studierte Anglistik, Politikwissenschaft und Pädagogik an der Universität Marburg. Anschließend leitete sie Sprachreisen für Schüler und arbeitete als Dozentin. Seit 1980 lebt sie in Hamburg und arbeitet als freie Schriftstellerin und Übersetzerin.
Edith Beleites ist Verfasserin von zahlreichen Romanen, die auf Drehbüchern zu Filmen und Fernsehspielen basieren, historischen Romanen, Jugendbüchern und Reiseführern. Daneben schreibt sie Glossen für den Rundfunk und übersetzt aus dem Englischen.

## Werke
- London, Hamburg 1989 (zusammen mit Greta Sykes)
- Die Sturzflieger, Frankfurt am Main 1994
- Frankie, Bindlach 1995 (unter dem Namen Patrick Reichenberg)
- Männerpension, Reinbek bei Hamburg 1996
- Frankie spielt wieder, Bindlach 1996 (unter dem Namen Patrick Reichenberg)
- Vatertag, Reinbek bei Hamburg 1996
- Funky Five, München
  - Crazy days, 1998
  - Friends forever, 1998
  - Get ready, 1998
  - Let it funk, 1998
- Widows, Reinbek bei Hamburg 1998
- Zehn Etagen bis zum Glück, Reinbek bei Hamburg 1998 (zusammen mit Christian Pfannenschmidt)
- 2 Männer, 2 Frauen – 4 Probleme, Reinbek bei Hamburg 1998
- Hotel Elfie, Reinbek bei Hamburg 2000 (zusammen mit Christian Pfannenschmidt)
- Die Hebamme von Glückstadt, Reinbek bei Hamburg 2003
- Claras Bewährung, Reinbek bei Hamburg 2004
- Das verschwundene Kind, Reinbek bei Hamburg 2005
- Die versprochene Braut, Reinbei bei Hamburg 2006
- Die Frau des Baumeisters, Reinbek bei Hamburg 2007
- Die Hebammen von London, Reinbek bei Hamburg 2009

## Herausgeberschaft
- Der Ausflugs-Verführer Hamburg, Cadolzburg 1998

## Übersetzungen
- Stephen Arnott: Du sollst nicht Deine Tante aufessen!, Frankfurt am Main 2006
- Oliver August: Auf der Suche nach dem roten Tycoon, Frankfurt am Main 2007
- Michael Baron: Als sie ging, Frankfurt am Main 2006
- Michael Baron: Das ferne Land, Frankfurt am Main 2007
- Dave Berry: Die Achse des Blöden, Frankfurt am Main 2003
- Dave Berry: Big trouble, Frankfurt am Main 2001
- Dave Berry: Dave Berry erklärt, was ein echter Kerl ist, Frankfurt am Main 2005
- Dave Berry: Der Hirte, der Engel und Walter, der Weihnachtswunderhund, Frankfurt am Main 2008
- Dave Berry: Karaoke für Fortgeschrittene, Bergisch Gladbach 2005
- Dave Berry: Tricky business, Frankfurt am Main 2004
- Dave Berry: Von Enter bis Quit, Frankfurt am Main 1997
- Ann Brashares: Unser letzter Sommer, München 2008
- Coerte V. W. Felske: Stadt der Lügen, Reinbek bei Hamburg 2001
- Rose Leiman Goldemberg: Dickie Dog, Reinbek bei Hamburg 1999
- Hamish Hendry: Vierzig Augenblicke oder Die komischen Abenteuer des Davie Trot, Hamburg 1996
- Eran Katz: Der überaus großartige ultimative Nahost-Friedensplan, Frankfurt am Main 2005
- Martha C. Lawrence: Das kalte Herz des Steinbocks, Reinbek bei Hamburg 1998
- Martha C. Lawrence: Mord im Zeichen des Skorpions, Reinbek bei Hamburg 1997
- Ann M. Martin: Anna, Reinbek bei Hamburg 1999
- Ann M. Martin: Ducky, Reinbek bei Hamburg 1999
- Ann M. Martin: Julia, Reinbek bei Hamburg 1999
- Ann M. Martin: Maggie, Reinbek bei Hamburg 1999
- Frank McLynn: Warriors, Frankfurt am Main 2008
- Jane Moseley: Man-Management, Frankfurt am Main 2006
- Rosalind B. Penfold: Und das soll Liebe sein?, Frankfurt am Main 2006
- Doris Pilkington: Long walk home, Reinbek bei Hamburg 2003
- Rachel Resnick: Wo bitte geht's nach Hollywood?, Reinbek bei Hamburg 2000
- Hugo Rifkind: Überbelichtet, Frankfurt am Main 2007
- Nicholas Waller: Der kleine Vampir, Reinbek bei Hamburg 2000
- Marcus Weeks: Das Tagebuch des Teufels, Frankfurt am Main 2009